# 无环蜜环菌属
无环蜜环菌属（学名：Desarmillaria）是膨瑚菌科下的一个属。

## 下属物种
本属包括以下物种：
- 雕柄无环蜜环菌 Desarmillaria ectypa (Fr.) R.A.Koch & Aime
- 易逝无环蜜环菌 Desarmillaria tabescens (Scop.) R.A.Koch & Aime